# Afternoon, a story
afternoon, a story, écrit avec un « a » minuscule, est une œuvre de Littérature numérique écrite en 1987 par l'auteur Américain Michael Joyce. Elle a été publiée par Eastgate Systems en 1990, et est considéré comme l'un des premiers travaux de fiction hypertextuelle.
afternoon a initialement proposé au public comme une démonstration des capacités du système de création hypertexte Storyspace, annoncé en 1987 lors de la première conférence à l'hypertexte de l'Association for Computing Machinery dans un article de Michael Joyce et Jay David Bolter. En 1990, le texte a été publié sur disquette et distribué sous le même format par Eastgate Systems. Il a été suivi par une série d'autres fictions hypertextuelles écrites avec Storyspace, notamment Victory Garden de Stuart Moulthrop, Patchwork Girl de Shelley Jackson et Marble Springs par Deena Larsen. Eastgate a continué de publier afternoon, a story dans les années 2010, le distribuant sur un lecteur flash USB.

## L'intrigue et la structure
L'hypertexte de fiction raconte l'histoire de Pierre, un homme récemment divorcé qui a été témoin d'un accident de voiture. Quelques heures plus tard, il en vient à soupçonner que son ex-femme ainsi que leur fils ont peut-être été impliqués dans cet accident.
L'intrigue peut changer à chaque fois que le texte est lu si le lecteur choisit des chemins différents.

## Réception critique
afternoon est une œuvre de littérature numérique qui a été abondamment commentée et analysée pour avoir été l'un des premiers romans électronique interactifs, par conséquent, de nombreux articles ont été écrits sur le sujet. Espen J. Aarseth consacre ainsi l'un des chapitres de son livre Cybertext à afternoon, qu'il qualifie d'exemple classique de Littérature moderniste. Le texte est le plus souvent considéré comme appartenant au courant de la Littérature postmoderne, comme en témoigne son inclusion dans l'anthologie Postmodern American Fiction - A Norton Anthology.
Des chapitres de Writing Space de Jay David Bolter et de The End of Books or Books Without End par J. Yellowlees Douglas traitent également de l'œuvre, de même que Mechanisms: New Media and the Forensic Imagination de Matthew G. Kirschenbaum. L'article de Gunnar Liestøl Wittgenstein, Genette, and the Reader's Narrative in Hypertext dans l'ouvrage collectif Hyper/Text/Theory édité par George Landow (1994) utilise la théorie de la Narratologie pour analyser et comprendre afternoon. Une partie de la thèse d'Anna Gunder Hyperworks: On Digital Literature and Computer Games est consacrée à l'analyse de la technique narrative et des aspects ergodiques de la fiction hypertexte de Michael Joyce.

### Sources
- (en) Espen Aarseth, Cybertext: Perspectives on Ergodic Literature, Baltimore, Maryland, Johns Hopkins UP, 1997
- (en) J. David Bolter, Writing Space: Computers, Hypertext, and the Remediation of Print, Lawrence Erlbaum, 2001
- (en) J. Yellowlees Douglas, The End of Books or Books Without End?, Ann Arbor, Michigan, University of Michigan Press, 1999
- (en) George Landow, Hyper/Text/Theory, Baltimore, Maryland, Johns Hopkins UP, 1997
- (en) Jill Walker « Piecing Together and Pulling Apart: Finding the Story in afternoon » (1999)  (DOI 10.1145/294469.294496, lire en ligne)
— « (ibid.) », dans Proceedings of the tenth ACM Conference on Hypertext and hypermedia : returning to our diverse roots, Darmstadt, Germany, p. 111–117
- (en) Jill Walker Rettberg, « Electronic Literature Seen from a Distance : The Beginnings of a Field », Dichtung Digital, no 41,‎ 2012
- Arnaud Regnauld, « Livres de sable et parcours incertains : exploration de trois cyberfictions. Michael Joyce : afternoon, a story (1987), Shelley Jackson : Patchwork Girl (1995), Mark Amerika : GRAMMATRON (1993-1997) », TLE, Presses universitaires de Vincennes, no 28,‎ 2013
- (en) Arnaud Regnauld, « The Ghostly Touch of the Blue Devils’ Second Coming: Reading Twelve Blue by Michael Joyce. », Revue française d'études américaines, Belin, no 141,‎ 2015
- (en) Arnaud Regnauld, « Liquid Times—Michael Joyce’s afternoon, a story. », Journal of Comparative Literature and Aesthetics, no 42,‎ 2019